# 易通卡

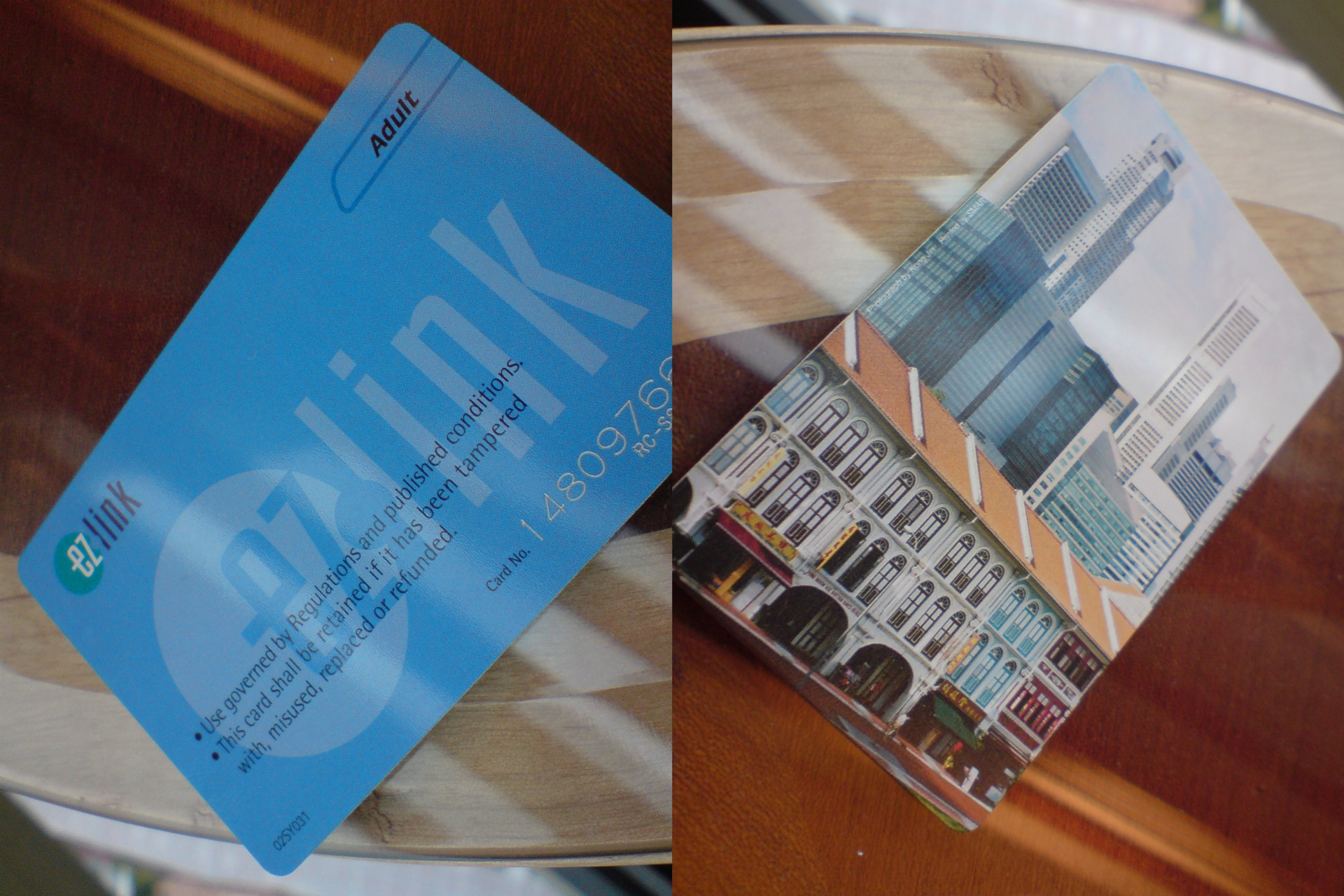
旧版易通卡背面

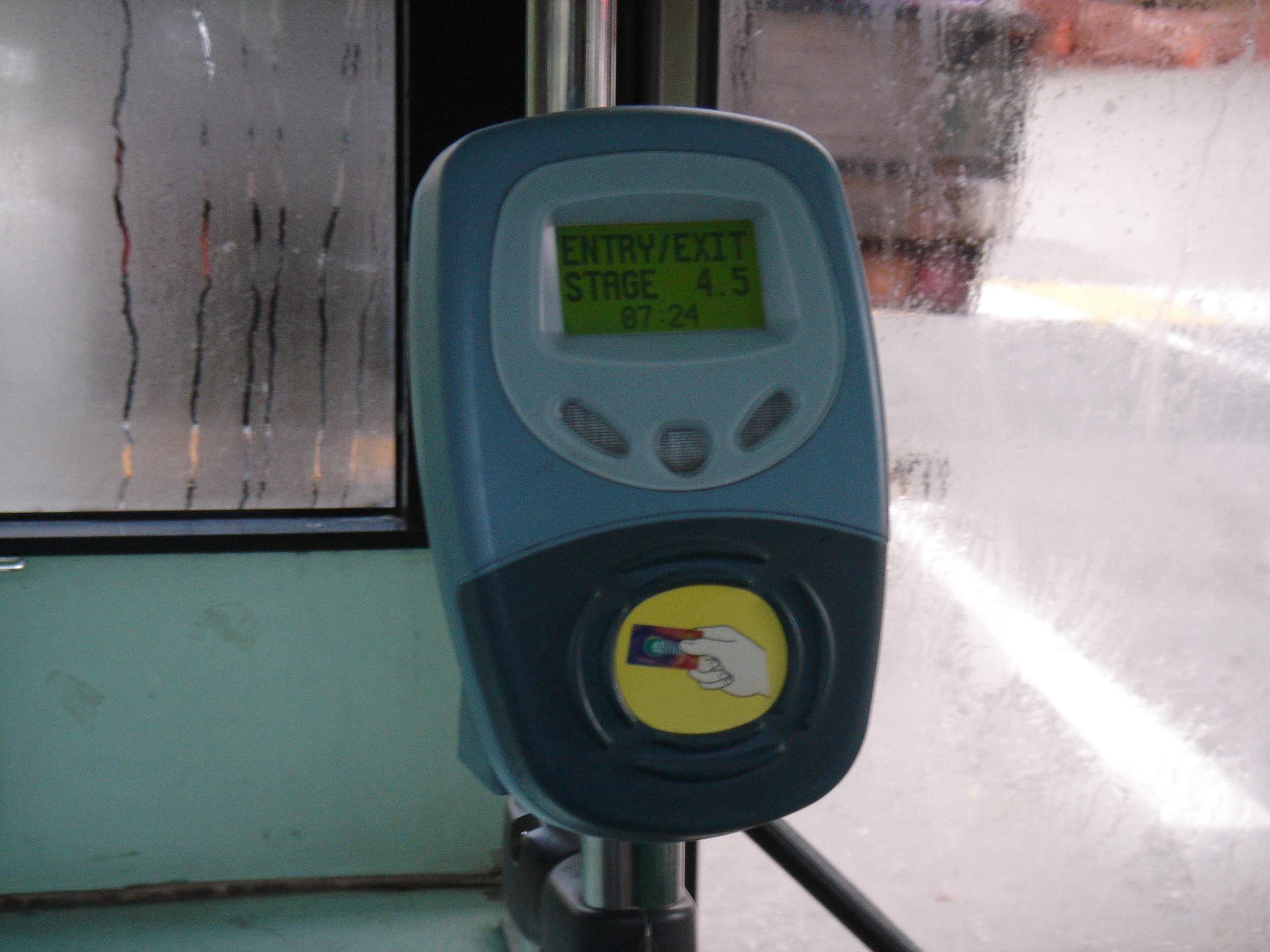
位于一辆SMRT公车入口的易通卡读卡机，在新加坡每辆公车的前门和后门都有进出两台读卡机，上下车都要读卡，以扣除车资

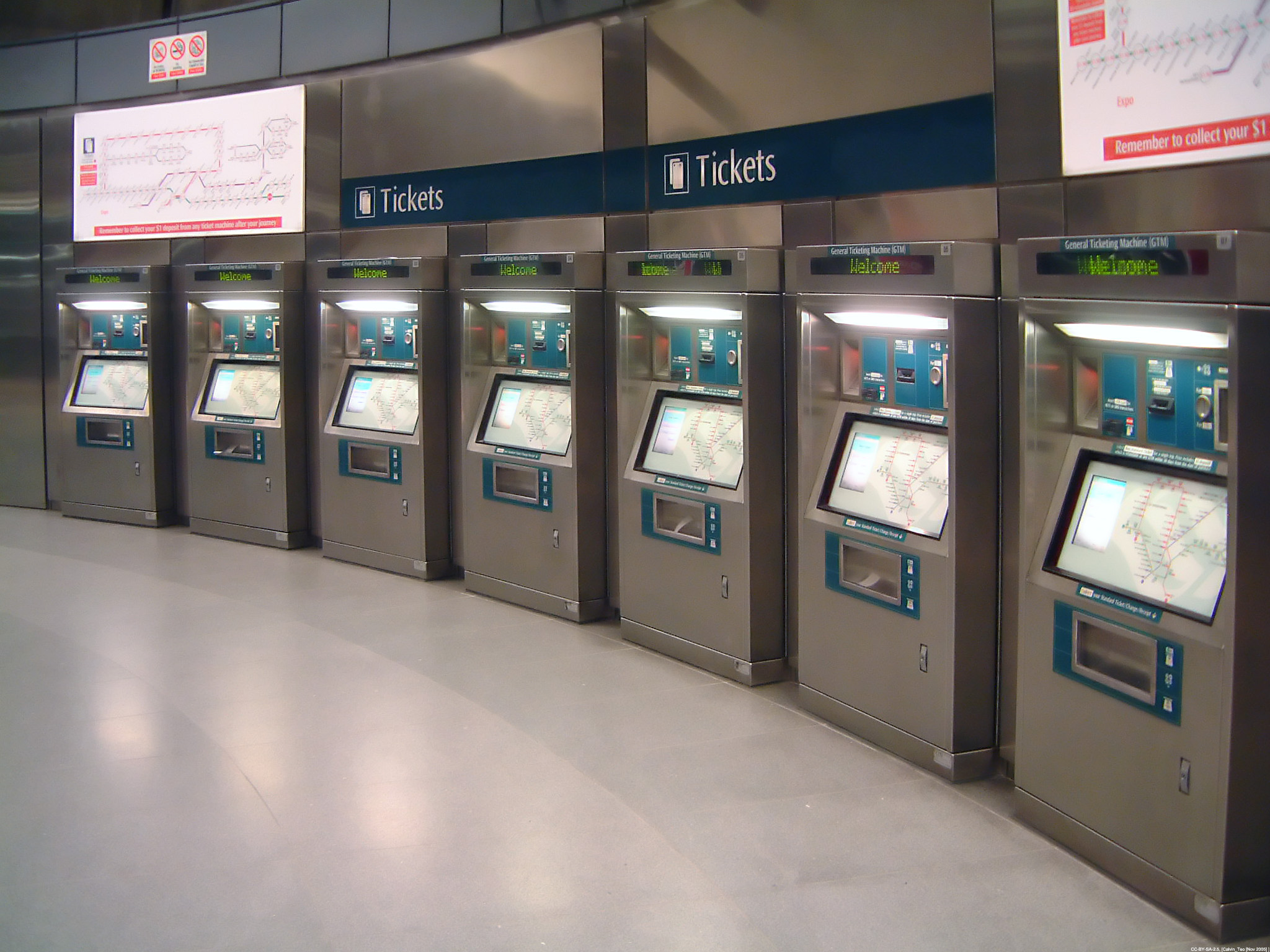
位于每个MRT地铁站的普通自动售票机用来充值易通卡以及购买一次性的单程票

易通卡（英語：EZ-Link）是新加坡的非觸式智能卡系統，模式類似香港八達通及臺北悠遊卡，初期同樣利用索尼的FeliCa晶片完成微付款交易。2001年推出初期，該系統主要用作支付公共交通的車資。截至2005年，易通卡發行量為800萬張，每日處理400萬宗交易。
在2008年，易通卡改用新加坡政府制訂的非接觸式電子錢包應用標準（CEPAS）架構，與深圳通及廣深鐵路快通卡一樣，使用由中國大陸握奇數據系統有限公司开发的TimeCOS®FLY操作系统，用德國英飛凌芯片的新卡，原本使用的FeliCa晶片卡已於2009年10月31日起停用。
2024年1月10日，陸路交通管理局宣佈未有升級為SimplyGo的成人易通卡將由2024年6月1日起無法再用於公共交通費用支付，以便淘汰以卡片為基礎的票務系統。使用成年易通卡的乘客可在任何自助售票機和零售點將現有的卡片升級為SimplyGo系統。然而，由於新系統無法顯示餘額、無法保持穩定操作（比如升級後有機會無法順利入閘）、無法降級回原有的易通卡，因而遭到公眾的強烈反彈，陸路交通管理局因此在2024年1月22日宣佈取消相關決定，原有的易通卡可以繼續於2024年6月1日後使用，同時亦重新開始發售新的易通卡。同時新加坡政府將額外投資4000萬新加坡元以繼續維護易通卡系統。

## 購卡與加值
每張易通卡售價12元新加坡元（內含7元可用儲值金、5元不可退製卡費）。可在任一地鐵站的Ticket Office、7-11等地方加值（每次加值必須是10元新幣的倍數），也可在全島大部分ATM上加值，最低5新元。退卡可以在地鐵站及巴士中轉站的ticket office完成。

## 海外發展
2012年11月5日，新加坡易通私人有限公司與嶺南通公司就新加坡和廣東省兩地智能卡商談合作事宜，傾向於粵新兩地推出使用由中國大陸握奇數據系統有限公司开发的TimeCOS®FLY操作系统，用德國英飛凌芯片卡以「一卡一芯雙錢包」(人民幣／新幣)模式的聯名卡，並就相關的合作意向、推進思路等達成共識，推出聯名卡「一通粵新」，將於2016年10月對外發行。可在廣東省使用嶺南通卡範圍和新加坡使用，是全球首張跨國合作開發的交通智能卡。